# Girolamo Grimaldi-Cavalleroni

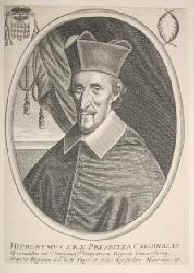
Kardinal Girolamo Grimaldi-Cavalleroni

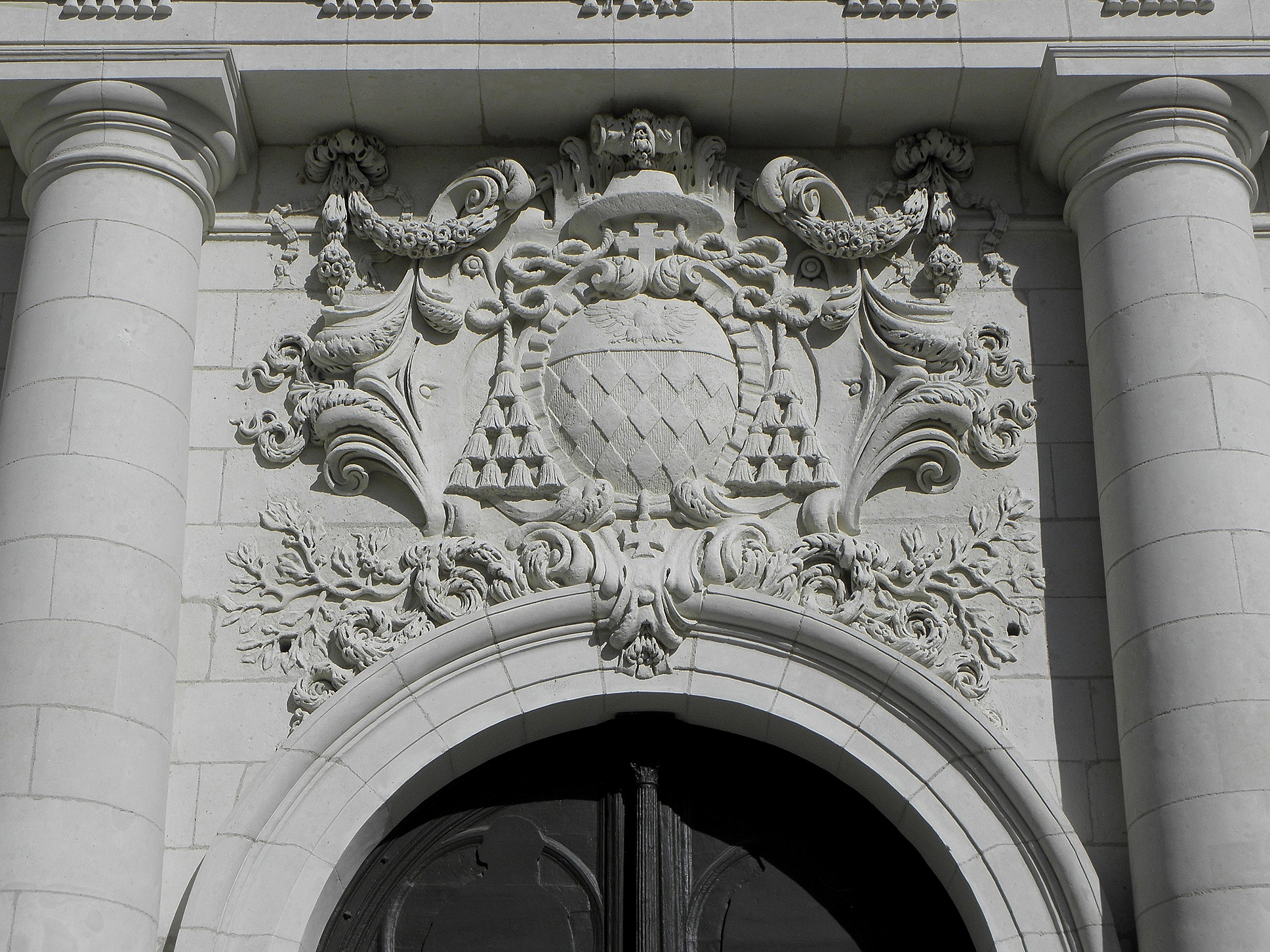
Wappen des Kardinals an der Kirche Saint-Pierre-du-Marais in Saumur

Girolamo Grimaldi-Cavalleroni, französisch Jérome Grimaldi-Cavalleroni (* 20. August 1597 in Genua; † 4. November 1685 in Aix-en-Provence) war ein Erzbischof und Kardinal der Römischen Kirche.

## Leben
Der Sohn von Giacomo Grimaldi, einem Senator von Genua, und dessen Frau Girolama di Agostino de Mari wurde für seine Ausbildung nach Rom geschickt. Er stellte sich – wahrscheinlich mit Unterstützung seines Onkels Domenico Grimaldi, des Erzbischofes von Avignon – in den Dienst der Kirche. Im Jahre 1621 wurde er Vizelegat von Viterbo und 1626 nach dem Tod von Kardinal Odoardo Farnese auch Gouverneur der Provinz. Vom 26. April 1628 bis März 1632 war er Gouverneur der Ewigen Stadt. Als Sondergesandter des Papstes am Hofe von Ferdinand II. vertrat er die Interessen des Heiligen Stuhls in Wien. 1634 wurde er zum Gouverneur der Stadt Perugia und des Herzogtums von Urbino ernannt.
Am 25. Februar 1641 wurde er zum Titularerzbischof von Seleucia in Isauria und im selben Jahr zum Apostolischen Nuntius in Frankreich ernannt. Der Nuntius in Spanien Erzbischof Fausto Poli spendete ihm am 3. März desselben Jahres die Bischofsweihe; Mitkonsekratoren waren Alphonse Sacratti, Bischof von Comacchio, und Sigismondo Taddei, Bischof von Bitetto.
Am 13. Juli 1643 nahm ihn Papst Urban VIII. als Kardinalpriester mit der Titelkirche Sant’Eusebio in das Kardinalskollegium auf. Papst Innozenz X. ernannte ihn 1648 zum Erzbischof von Aix-en-Provence, eine Position, die er bis zu seinem Tod am 4. November 1685 innehatte. Am 28. Januar 1675 wurde er zum Kardinalbischof des suburbikarischen Bistums Albano erhoben.
Der Kardinal starb im Alter von 88 Jahren in Aix-en-Provence und wurde in der Kathedrale von Aix-en-Provence beigesetzt.

## Wirken
Seine politischen Ränke und sein kometenhafter Aufstieg haben dazu geführt, dass er als ein alter ego von Jules Mazarin gilt. Ironischerweise erreichte er nie die politische Macht und den Ruhm Mazarins, obwohl er Mazarins Hauptkonsekrator war. Grimaldi war ein Gönner des französischen Theologen, Schriftstellers und Priesters Jean Cabassut, der ihn nach Rom begleitete, und es war Grimaldi, der Cabassut half, sein Werk Notitia Conciliorum auszubauen und  es im Jahr 1680 unter dem Titel Notitia Ecclesiastica historiarum, Conciliorum et canonum invicem collatorum zu veröffentlichen.
Grimaldi gilt heute als ein starker Verfechter der Interessen Frankreichs. Er soll seine Erzdiözese gut verwaltet haben. Während seiner zwanzigjährigen Amtszeit als Erzbischof baute er in der Stadt Puyricard mit enormem Aufwand einen bischöflichen Palast, der heute als Château Grimaldi bekannt ist.